# Logan Elm Village
Logan Elm Village és una concentració de població designada pel cens dels Estats Units a l'estat d'Ohio. Segons el cens del 2000 tenia 1.062 habitants.

## Demografia
Segons el cens del 2000, Logan Elm Village tenia 1.062 habitants, 425 habitatges, i 295 famílies. La densitat de població era de 804 habitants per km².
Dels 425 habitatges en un 27,1% hi vivien nens de menys de 18 anys, en un 56,2% hi vivien parelles casades, en un 10,6% dones solteres, i en un 30,4% no eren unitats familiars. En el 28,2% dels habitatges hi vivien persones soles el 17,6% de les quals corresponia a persones de 65 anys o més que vivien soles. El nombre mitjà de persones vivint en cada habitatge era de 2,32 i el nombre mitjà de persones que vivien en cada família era de 2,79.
Per edats la població es repartia de la següent manera: un 21,6% tenia menys de 18 anys, un 5,6% entre 18 i 24, un 23,3% entre 25 i 44, un 28% de 45 a 60 i un 21,6% 65 anys o més.
L'edat mediana era de 44 anys. Per cada 100 dones de 18 o més anys hi havia 74,3 homes.
La renda mediana per habitatge era de 39.250 $ i la renda mediana per família de 48.558 $. Els homes tenien una renda mediana de 39.911 $ mentre que les dones 25.208 $. La renda per capita de la població era de 17.584 $. Aproximadament el 7,4% de les famílies i el 10,6% de la població estaven per davall del llindar de pobresa.

## Poblacions més properes
El següent diagrama mostra les poblacions més properes.